# Генцлова (потік)
Генцлова (словац. Henclová) — річка; ліва притока Тихої Води, протікає в окрузі Ґелниця.
Довжина приблизно 4,6-5,0 км. Витік знаходиться в масиві Воловські гори (геоморфологічна підодиниця Золотий стіл; схил гори Воловець) — на висоті приблизно 1130 метрів.
Протікає територією села Генцлова. Впадає в Тиху Воду на висоті 625—630 метрів.